# Glen Cove
Glen Cove est une ville des États-Unis, située sur la côte nord de Long Island dans l'État de New York (comté de Nassau).
La population était de 26 622 habitants lors du recensement de 2000.

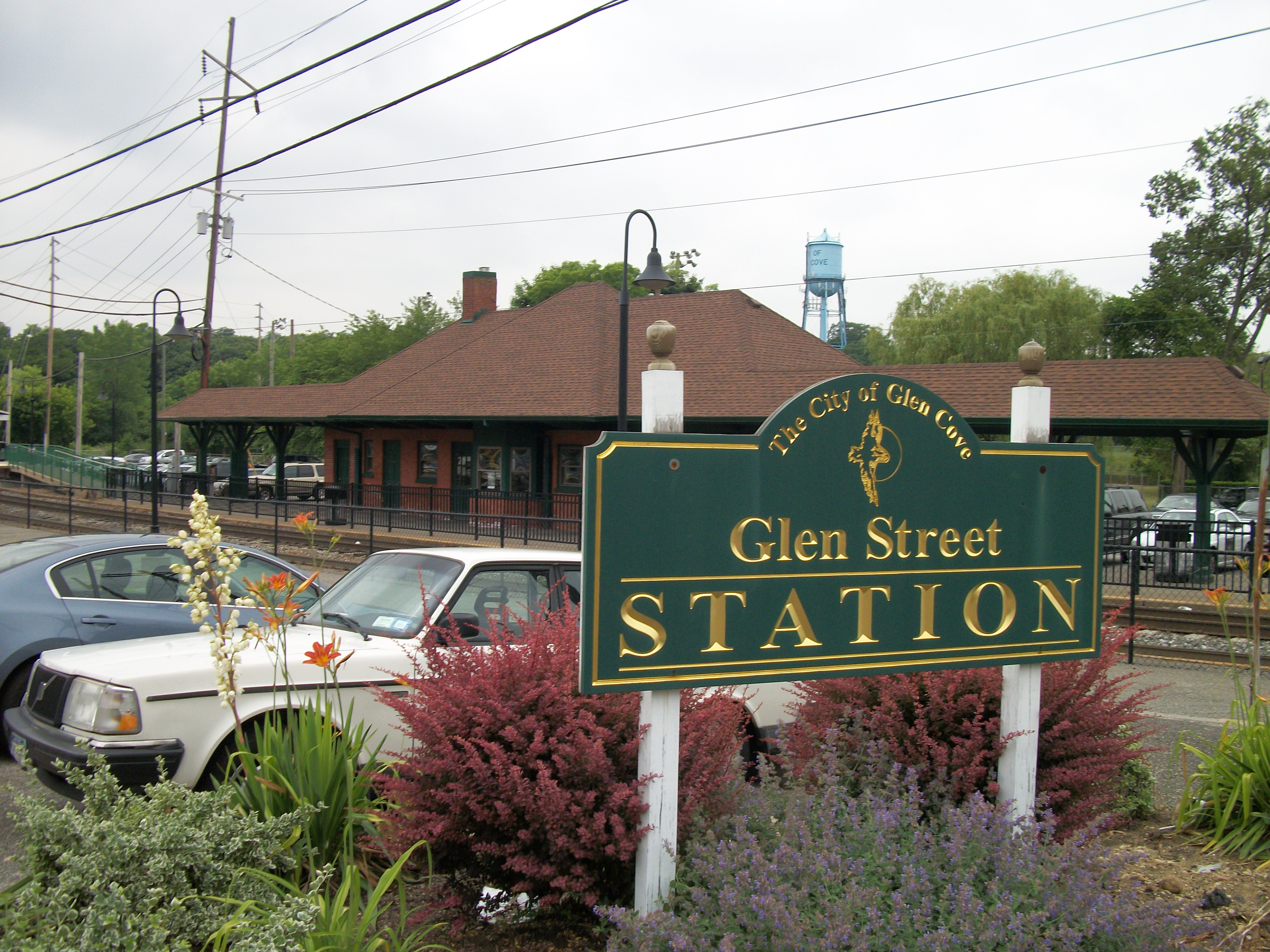
La gare de Glen Cove

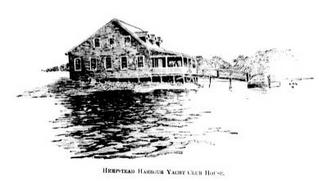
Club nautique (1894)